# Сидоренко, Алевтина Васильевна
Алевтина Васильевна Сидоренко (род. 25 декабря 1946, Минск) — Профессор кафедры физики и аэрокосмических технологий РФиКТ, доктор технических наук.

### Биография
Родилась 25 декабря 1946 года в городе Минске. С 1963 по 1968 — студентка физического факультета отделения радиофизики и электроники БГУ. С 1968 по 1972 — аспирантка кафедры радиофизики БГУ. С 1985 по 1995 — младший, старший научный сотрудник кафедры радиофизики БГУ.
В 1985 году защитила кандидатскую диссертацию. C 1995 по 2003 — доцент кафедры физики БГУ. В 2003 году защитила докторскую диссертацию на тему «Методы и средства информационного анализа биоэлектрических показателей систем организма на основе аппарата нелинейной динамики» по специальности 05.13.17 — теоретические основы информатики.
Профессор кафедры физики и аэрокосмических технологий БГУ.

### Преподаваемые дисциплины
- Информационные аспекты нелинейной динамики
- Сверхширокополосные системы передачи информации на основе динамического хаоса
- Физика
- Динамический хаос в биологии и медицине информационные технологии

### Некоторые публикации
Более 240 научных работ, 2 авторских свидетельства, 2 патента.

## Монография
- А. В. Сидоренко «Методы информационного анализа биоэлектрических сигналов». Мн.: БГУ. — 2003. — 189 с.

## Научные публикации
1. Сидоренко А. В., Солонович Н. А. Электроэнцефалографические сигналы как сложные нелинейные колебания, отображающие процессы головного мозга. Радиотехника и электроника. — 2006. — Т.51. № 4. — С.474-482.
2. Сидоренко А. В. Анализ биоэлектрических сигналов методами нелинейной динамики. Весцi мед.-біол.навук. — 2008. — № 2. — С.51- 60.
3. Сидоренко А. В., Овсянкина Г. И., Лыньков Л. М., Казека А. А., Леончик Ю. Л. Анализ электроэнцефалограмм на основе динамического хаоса при действии излучений мобильного телефона и защитных экранов. Весцi НАН Беларуси. Сер. мед.навук. — 2010. № 4. — С.57-65.
4. Сидоренко А. В., Мулярчик К. С. Модификация метода шифрования данных на основе динамического хаоса. — Информатика. — 2011. № 1. — 95-106.
5. Сидоренко А. В., Мулярчик К. С. Шифрование данных на основе дискретных хаотических систем и отображений // Доклады БГУИР, № 1, 2013. — С. 62-67.
6. Сидоренко А. В., Шакинко В. И. Модифицированный метод главных компонент при шифровании изображений с использованием динамического хаоса // Вестник БГУ. Серия 1. Физика, математика, информатика. — 2014. — № 3. — С. 25-29.
7. Сидоренко А. В. Контроль хаотичности выходных последовательнос-тей алгоритма шифрования на основе динамического хаоса // Доклады БГУИР — № 3. — 2014 . — С. 51-57.
8. Сидоренко А. В. Показатели хаотической динамики электроэнцефало-грамм при воздействии электромагнитных шумовых излучений радиопоглощающих материалов // Вестник БГУ. Серия 1. Физика, математика, информатика. — 2015. — № 2 — С. 56-60
9. Сидоренко А. В., Мулярчик К. С. Способ шифрования данных на основе дискретных хаотических систем и отображений. Патент на изобретение № 19324. Зарегистрир. в Государственном реестре изобретений 08.06.2015 г.
10. Сидоренко А. В. Передача и защита информации с использованием хаотической динамики // Комплексная защита информации (КЗИ — 2015): Тез. XX Научно-практической конференции, Мн., 19-21 мая 2015 г. / РИВШ. — Мн. — 2015. — С. 119—122.
11. А. В. Сидоренко « Информационные аспекты нелинейной динамики». Мн.: БГУ, 2008. — 125 с.
12. А. В. Сидоренко « Информационные аспекты нелинейной динамики. Практикум». Мн.: БГУ, 2014. — 65 с.
13. А. В. Сидоренко, Т. П. Янукович Физика. Мн.: БГУ, 2004. — 220 с.
14. А. В. Сидоренко, Ю. В. Сидоренко, Т. П. Янукович. Физика. Практикум. Мн.: БГУ, 2005. −100 с.
15. А. В. Сидоренко, В. А. Саечников, А. Б. Терехович, Т. П. Янукович. Электричество. Физический практикум. Мн.: БГУ, 2002. — 159 с.
16. А. В. Сидоренко. Основы энергосбережений. Мн.: БГУ, 2004. — 68 с.
17. А. В. Сидоренко. Охрана труда. Мн.: БГУ, 2008. — 125 с.